# 纪峥
纪峥（1964年11月—），男，汉族，江苏如皋人。1984年7月参加工作，1987年12月加入中国共产党。宁夏农学院（现并入宁夏大学）农学专业毕业，大学学历。
历任中共吴忠市利通区委常委、常务副区长；吴忠市委副秘书长、办公室主任；灵武市委书记，银川市委常委、市委秘书长；宁夏回族自治区党委副秘书长；中卫市委常委、常务副市长、市委副书记；自治区商务厅党组书记等职务。2008年1月任自治区党委副秘书长、办公厅主任，2013年1月任党委秘书长。
2015年6月，纪峥升任中共宁夏回族自治区党委常委、中共固原市委书记。2017年6月，再次担任中共宁夏自治区党委常委、秘书长。2018年9月，不再担任党委秘书长职务，调任新疆维吾尔自治区党委常委、组织部长。2019年12月，新疆维吾尔自治区人大常委会发布公告，由疏勒县人大常委会补选的纪峥，其新疆自治区人大代表资格终止，这意味着他已调离新疆。后调任中共中央直属机关事务管理局局长。